# The Times They Are a-Changin'
The Times They Are a-Changin' je třetí studiové album amerického folkového zpěváka a skladatele Boba Dylana, vydané 13. ledna 1964 u Columbia Records. Album produkoval Tom Wilson.

## Seznam skladeb
Všechny skladby napsal(i) Bob Dylan. 
| Strana 1 | Strana 1                      | Strana 1 |
| Pořadí   | Název                         | Délka    |
| -------- | ----------------------------- | -------- |
| 1.       | The Times They Are a-Changin' | 3:15     |
| 2.       | Ballad of Hollis Brown        | 5:06     |
| 3.       | With God on Our Side          | 7:08     |
| 4.       | One Too Many Mornings         | 2:41     |
| 5.       | North Country Blues           | 4:35     |

| Strana 2 | Strana 2                             | Strana 2 |
| Pořadí   | Název                                | Délka    |
| -------- | ------------------------------------ | -------- |
| 1.       | Only a Pawn in Their Game            | 3:33     |
| 2.       | Boots of Spanish Leather             | 4:40     |
| 3.       | When the Ship Comes In               | 3:18     |
| 4.       | The Lonesome Death of Hattie Carroll | 5:48     |
| 5.       | Restless Farewell                    | 5:32     |

## Sestava
- Bob Dylan – zpěv, akustická kytara, harmonika